# Bolidorhynchus rileyi
Bolidorhynchus rileyi är en insektsart som först beskrevs av Cândido Firmino de Mello-Leitão 1939.  
Bolidorhynchus rileyi ingår i släktet Bolidorhynchus och familjen Proscopiidae. Inga underarter finns listade i Catalogue of Life.